# مینامی-کو، یوکوهاما
می‌نامی-کو (به لاتین: Minami-ku) یک منطقهٔ مسکونی در ژاپن است که در یوکوهاما واقع شده‌است. می‌نامی-کو ۱۲٫۶۷ کیلومتر مربع مساحت و ۱۹۷٬۰۱۹ نفر جمعیت دارد.